# Сальсо (река)
Са́льсо (итал. Salso) или Имера-Меридионале (устар. Гимера, Южная Гимера, итал. Imera meridionale) — река на острове Сицилия, Италия. Впадает в Сицилийский пролив Средиземного моря.
Длина реки — 144 км. Самая длинная из рек острова, площадь бассейна — 2122 км² (вторая после бассейна Симето). Исток реки находится на высоте 1350 м над уровнем моря в горном массиве Мадоние (Сицилийские Апеннины) на территории провинции Палермо. Далее Сальсо протекает по провинциям Кальтаниссетта, Энна и Агридженто в южном и юго-западном направлении, впадая в Средиземное море на территории коммуны Ликата.
Мощность речного потока в зависимости от сезона сильно отличается. Среднегодовой расход воды около устья — 5,1 м³/с. Летом река периодически пересыхает, зимой во время дождей нередки паводки. (расход воды достигает 1500 м³/с). В ноябре 1915 г. река смыла мост, погибло 119 человек.
Большую часть долины реки занимают тростниковые заросли (Phragmites australis), также распространены осоковые, некоторые виды солероса (Salicornia) и лебеды (Atriplex), реже встречается клубнекамыш морской (Bolboschoenus maritimus). Заросли — место сезонного обитания многих видов птиц. Наиболее распространены серая цапля, малая белая цапля, ходулочник, шилоклювка, большой кроншнеп. Круглый год встречаются камышницы, грязовики (Limicola falcinellus), лысухи и чайки.